# بيتر ويليامسون
بيتر ويليامسون (بالإنجليزية: Peter Williamson)‏ هو لاعب كرة قدم أسترالية ولاعب كرة قدم أسترالي، ولد في 1 نوفمبر 1953. لعب مع نادي ملبورن لكرة القدم.

## وصلات خارجية
- بيتر ويليامسون على موقع AustralianFootball.com (الإنجليزية)
- بيتر ويليامسون على موقع AFLtables.com (الإنجليزية)